# 奇幻馬和傳說
《奇幻馬和傳說》（英語：The Horse and His Boy）是納尼亞傳奇系列中的其中一部作品，由英國作家C·S·路易斯於1954年所著。按C·S·路易斯的寫成次序，本作品是第四本；按故事發生次序，則為第三本。這一本書，C·S·路易斯是獻給馬莉·卡麗兒·哈維的。

## 故事概要
《奇幻馬和傳說》故事发生在彼得、苏珊、爱德蒙和露西统治纳尼亚的时期。一天，少年沙斯塔发现自己将被他的养父卖给一个凶恶的卡乐门贵族为奴隶。夜里，他和贵族的战马布里一起逃跑。布里原是纳尼亚会说话的马。沙斯塔和它一起逃往纳尼亚。途中，他们遇到了贵族少女阿拉维斯和她会说话的母马赫温。阿拉维斯是为了不满包办婚姻而逃跑的。于是他们四个便结伴而行。途中，他们历尽艰险，还得知卡乐门王子拉巴达什在向苏珊女王求婚被拒之后，试图突袭阿钦兰的安瓦德城，然后再进攻纳尼亚。在狮王阿斯兰的帮助下，他们骑马飞奔报信，最后，沙斯塔拯救了纳尼亚和阿钦兰。胜利后，他发现自己是阿钦兰王子，原名科奥，自幼被居心不良的叛徒偷走，后被渔夫所抚养。他后来继承了阿钦兰王位，并与阿拉维斯结婚。

## 登場人物
- 沙斯塔（Shasta）：原為柯爾王子。
- 艾拉薇（Aravis）：卡羅門貴族之女。
- 噗哩（英语：Bree (Narnia)）：雄性能言馬，沙斯塔之坐騎。
- 昏昏（英语：Hwin）：雌性能言馬，艾拉薇之坐騎。
- 亞斯藍（英语：Aslan）：獅王，「陸上大帝（西班牙语：Emperador más allá de los Mares）」之子，納尼亞萬王之王。在沙斯塔和艾拉薇的旅途中曾多次幫助他們。

### 納尼亞王國
- 彼得·皮芬（Peter Pevensie）：
- 蘇珊·皮芬（Susan Pevensie）：
- 愛德蒙·皮芬（Edmund Pevensie）：
- 露西·皮芬（Lucy Pevensie）：
- 吐納思先生

### 亞成地王國
- 半月國王：安瓦宮主人，沙斯塔的親生父親。
- 柯林王子：沙斯塔的雙胞胎弟弟。
- 隱士

### 卡羅門王國
- 太洛帝（英语：Tisroc）：
- 羅八達（英语：Rabadash）王子：
- 艾好大：卡羅門首相，艾拉薇原本的未婚夫。
- 雷莎琳：卡羅門貴族少女，艾拉薇的好友，嫁給貴族。
- 厄西西：窮漁夫，沙斯塔的父親，實為其養父。為了錢財不惜將沙斯塔賣給卡羅門貴族。

## 寓意
C·S·路易斯在1961年一封給讀者的信件中表示，《奇幻馬和傳說》主題講的是「一個異教徒受到招喚而皈依的故事」。

## 外部連結
- 《納尼亞傳奇：奇幻馬和傳說》 - 迪士尼動畫王國（页面存档备份，存于）
- 奇幻馬和傳說的馆藏信息（WorldCat在线联合目录）<
- 列在網路推理小說資料庫中的《奇幻馬和傳說》